# Valerie Solanas
Valerie Jean Solanas, född 9 april 1936 i Ventnor City i Atlantic County, New Jersey, död 25 april 1988 i San Francisco, Kalifornien, var en amerikansk författare och feministisk teoretiker. Solanas är mest känd för verket SCUM-manifestet, publicerat 1968, och för att ha försökt mörda Andy Warhol samma år. Hon ses som en tidig radikalfeminist.

## Biografi

### Tidiga år
Valerie Solanas och hennes två år yngre syster Judith växte upp i New Jersey, som barn till Dorothy och Louis Solanas. Båda föräldrarna var andra generationens invandrare, i moderns fall från italienska Genua och vad gäller fadern från Katalonien.
Under barnaåren betraktades Valerie som en underhållande och smart flicka. Vid sju års ålder lärde hon sig spela piano, och hon skrev om populära meloditexter på komiskt vis.
År 1940 separerade föräldrarna, varefter barnen ett tag bodde hos äldre släktingar i närbelägna Atlantic City; till slut förenades Valerie med modern i Washington D.C. Skilsmässan slutfördes 1947.
Under uppväxten hade Solanas en nära – enligt systern Judith – men komplicerad relation till sin biologiska far. Enligt egen utsago utnyttjades hon under sin barndom sexuellt av sin alkoholberoende far. Som tonåring hade hon utvecklat mer aggressiva och upproriska personlighetsdrag, och hon var livet igenom misstänksam emot personer av manskön. Modern gifte om sig 1949, och Valeries generella misstro mot män påverkade även hennes relation till styvfadern.

### Tonårstid
1949 skickades Valerie till en katolsk internatskola, där hon dock kom i bråk med en av nunnorna och relegerades från skolan. Hon hade redan tidigare börjat skolka från skolan, och som tolvåring liftade hon från Maryland, där familjen nu bodde, till en äldre släkting i Baltimore.
Vid 15 års ålder sägs hon ha blivit gravid tillsammans med en sjöman, och barnet ska enligt systern Judith ha blivit bortadopterad. Då var hon också hemlös. Trots detta tog hon studenten från high school 1954, och sedan även en examen i psykologi vid University of Maryland. Hennes insändare till studenttidningen, där hon uttryckte sig skarpt om män, äktenskap och medelklasskultur, gav henne epitetet "Marylands egen lilla suffragett". Utan något stöd hemifrån finansierade hon sina studier genom att extraarbeta vid psykologiinstitutionens djurlaboratorium samt via bidrag från familjen Blackwell (vars son var far till det bortadopterade barnet).

### Fram till 1966
1959–1960 tillbringade Solanas på resande fot. Hon liftade runt USA och levde i perioder med olika män som hon aldrig verkar ha uppskattade på något djupare plan. Sommaren 1960 hamnade hon i San Francisco-området, där hon gick enstaka kurser vid University of California, Berkeley. Hon började samtidigt formulera de tankar kring samhället och mäns privilegier som senare skulle utmynna i artiklar, pjäs och manifest.
I San Francisco-området stötte hon på en framväxande motkultur som kännetecknades av yttrandefrihet, fri kärlek, konstnärligt experimenterande och politisk radikalism. Där vidareutvecklade hon sitt lesbiska levnadssätt och en försörjning där hon både utnyttjade det kapitalistiska systemet (för att kunna få tid att skriva) och kritiserade systemet från en filosofisk utgångspunkt. Hennes ekonomiska strategi förklarades 1966 i artikeln "A Young Girl’s Primer on How to Attain the Leisure Class", publicerad i tidningen Cavalier, med en kombination av manipulativt tiggeri och snatteri samt försäljning av sexuella tjänster och underhållande konversationer.
1961–1962 bodde hon i New Jersey och studerade vid ett universitet i området. I perioder vistades hon i New York, där hon upptäckte Greenwich Village och påverkades av den öppnare och mer utforskande livsstilen där.
1960-talets nya motkultur liv gav gott om material till hennes skrivande, inklusive till hennes första pjäs Up Your Ass – författad 1965/1966. Historien handlar om en lesbisk, "gatusmart" kvinna som tigger och prostituerar sig, med tydliga likheter till Solanas eget leverne. Pjäsen kan ses som ett alternativt uttryck av de tankar som presenterades i SCUM-manifestet (se nedan).
Solanas försökte men misslyckades att få någon att sätta upp hennes pjäs på scenen. Det tydligt osedliga innehållet i pjäsen ledde dock bara till en rad refuseringar.

### Andy Warhol
År 1967 stötte Solanas på Andy Warhol utanför hans studio på Manhattan. Han gillade titeln på hennes pjäs, Up Your Ass, och gick med på att läsa igenom och överväga den. Han blev dock inte imponerad av innehållet och brydde sig inte om att kontakta henne igen. Kort därefter reste Warhol till Europa, och Solanas skrev och publicerade sitt mest kända verk SCUM-manifestet (Society for Cutting Up Men). Hon började ringa till Warhol och kräva att han skulle lämna tillbaka hennes manuskript. Han erkände att han tappat bort det, vilket fick henne att kräva honom på betalning – något som han nonchalerade. Hon fick dock mindre roller i två av hans filmer.

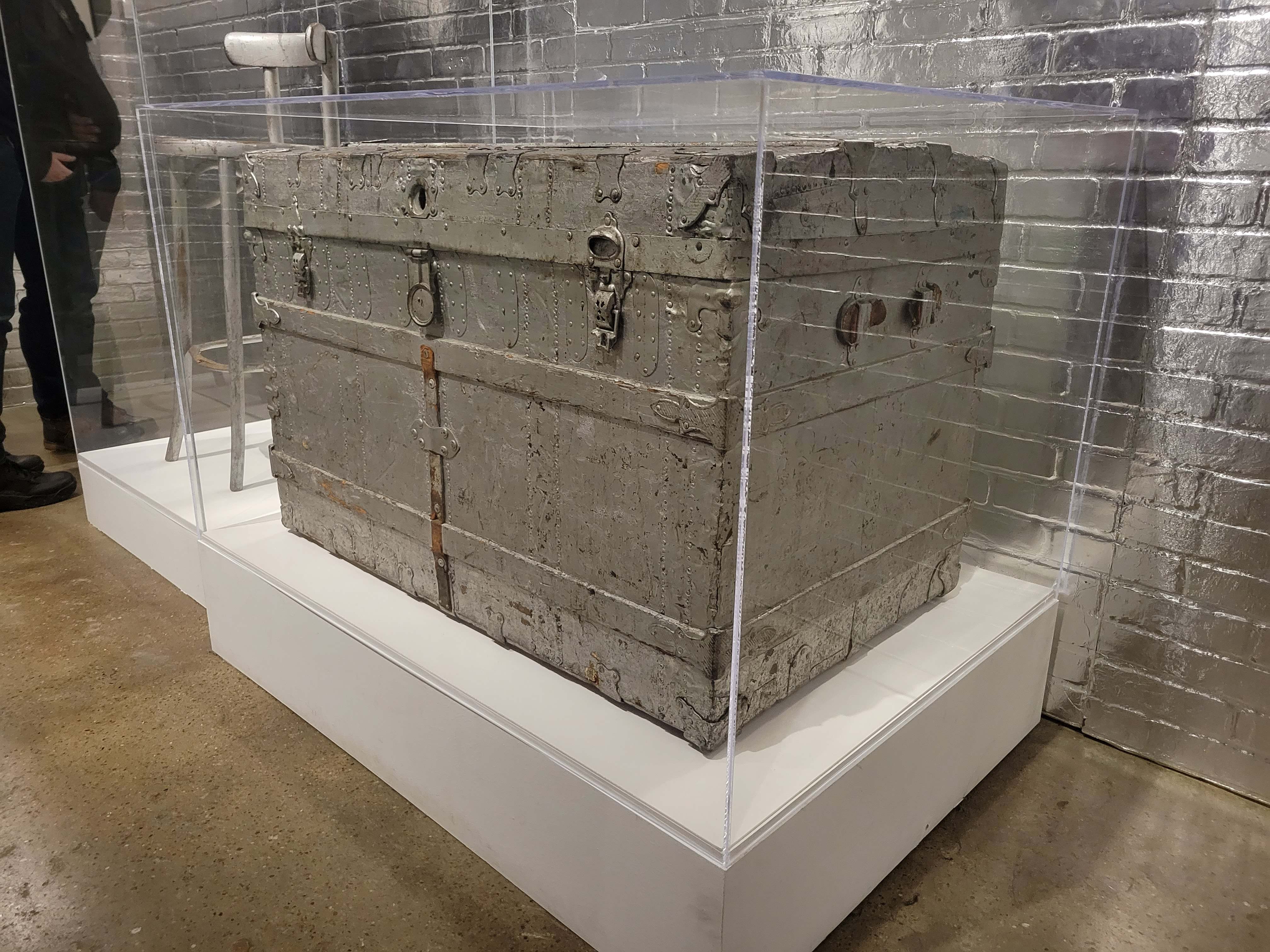
Silvermålad koffert, en gång ägd av Andy Warhol, i monter på The Andy Warhol Museum i Pittsburgh i Pennsylvania. Efter Warhols död 1987 återfanns i kofferten fotografier och manuset till till Up Your Ass av Valerie Solanas. Warhol hävdade vid åtskilliga tillfällen att han hade förlorat manuset.

Solanas ansåg att Warhol saboterade hennes möjligheter till framgång, och den 3 juni 1968 sköt hon tre skott mot honom. De två första skotten missade, men det tredje träffade. Därefter sköt hon konstkritikern Mario Amaya. Hon försökte även skjuta Warhols manager Fred Hughes, men hennes pistol hakade upp sig just som hissen anlände till våningen där dramat utspelade sig. Hughes föreslog att hon skulle åka med hissen, vilket hon också gjorde. Warhol skadades mycket svårt, och dödförklarades vid ett tillfälle, men överlevde. Han hämtade sig aldrig helt från skadorna.
Valerie Solanas anmälde sig frivilligt till trafikpolisen William Schmalix samma kväll. Vid gripandet motiverade hon mordförsöket med orden "Han hade för stor kontroll över mitt liv". Efter att ha erkänt dömdes hon till tre års fängelse, en dom som antagligen mildrades avsevärt av det faktum att Warhol vägrade vittna mot henne.
Feministen Robin Morgan anordnade en demonstration som krävde att Valerie Solanas skulle släppas. Ti-Grace Atkinson, ordförande för New York-sektionen av National Organization for Women, kallade henne "den mest framstående förkämpen för kvinnors rättigheter". En annan medlem av National Organization for Women, Florynce Kennedy, som var hennes juridiska ombud i rättegången mot henne, kallade henne "en av de viktigaste taleskvinnorna för den feministiska rörelsen". De olika ställningstagandena kring Solanas och hennes dåd bidrog till NOW:s slutliga splittring.
Efter att hon släppts från fängelset 1971 betraktades hon av vissa som en martyr. Hon började dock telefontrakassera Andy Warhol med flera, vilket ledde till att hon åter arresterades. Hon förde ett liv i det fördolda och åkte fram till 1975 in och ut från olika mentalsjukhus.
| ”                                                             | Under rättegången mot Valerie Solanas för mordförsöket på Andy Warhol kallades hon av amerikanska radikalfeminister för den feministiska rörelsens viktigaste taleskvinna. Själv befann hon sig alltid i utkanten av allt; av det "feministiska projektet" och alla andra projekt som folk ingår i; kärlek, hus,"hederliga" arbeten, grupper, tillställningar, "trevligheter", vänner. Norman Mailer har kallat henne feminismens Robespierre. | „ |
| – Ur Sara Stridsbergs förord till den svenska utgåvan av SCUM | |   |

### SCUM
SCUM är troligen skrivet under 1966. Året därefter, 1967, börjar Solanas sälja det på New Yorks gator i häftade stenciler. En dollar. En halv dollar. Året innan hade hon skrivit Up Your Ass, pjäsen hon lämnade ifrån sig till Andy Warhol. 
1968 publicerades SCUM Manifesto av Mairoce Girodias (Olympia Press) med Girodias eget förord. Det såldes i stora upplagor. 1977 gav hon ut manifestet själv med ett eget förord. 1983 gav kvinnogruppen Matriarchy Study Group i London ut manifestet.
SCUM Manifesto är en radikal bok. Den svenska översättaren Sara Stridsberg skriver i sitt förord till den svenska utgåvan:
| ”                       | Vi kan läsa den bokstavligt. Vi ska läsa det bokstavligt. SCUM är en helt allvarlig och bokstavlig affär. SCUM menar vad det säger. SCUM drar allting till sitt slut, det är helt logiskt. SCUM har ingen anledning att vara konstruktiv och rimligt. Patriarkatet är inte rimligt. Vi kan läsa det metaforiskt, cutting up betyder ju också kritisera, ifrågasätta på engelska. Våldet mot männen kan läsas som en metafor för mäns våld mot kvinnor. Och Scums idéer om män, och utopin om deras utplåning är förvillande lika mansidéerna om kvinnan som löper genom historien och samtiden. | „ |
| – Sara Stridsberg, 2003 | |   |

### Död

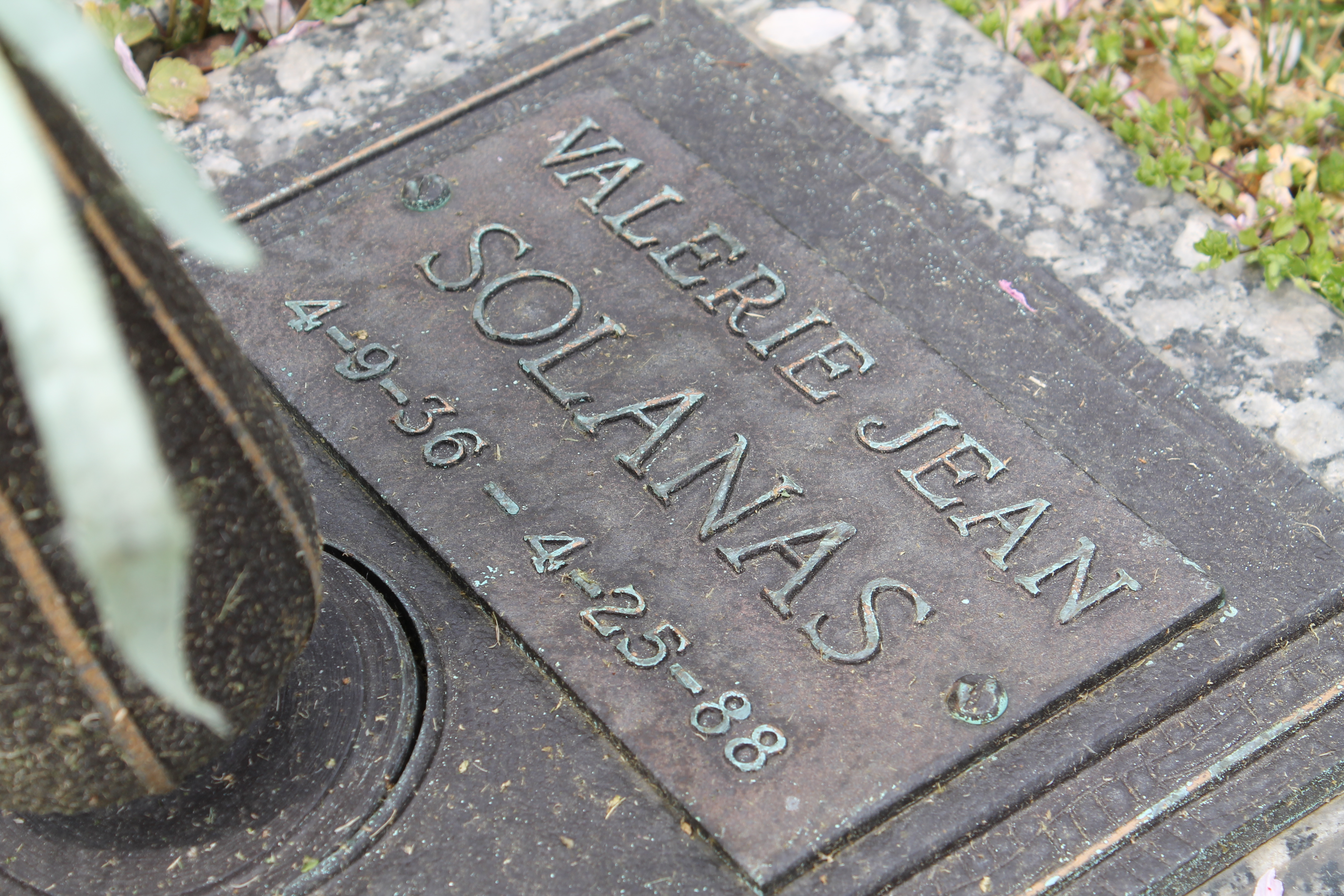
Valerie Solanas gravvård, fotograferad 2012.

Under 1980-talet tros hon ha bott i Kalifornien. Den 30 april 1988 hittades hon död, av lungemfysem och lunginflammation, på Bristol Hotel, ett billigt hotell i den prostitutions- och drogtäta stadsdelen Tenderloin i San Francisco. På skrivbordet fanns prydliga högar av manuskript och andra papper. Polisrapporten menade att Solanas avlidit cirka fem dagar tidigare. Solanas död skedde 14 månader efter att Andy Warhol avlidit.
Valerie Solanas ligger begravd på St. Mary's Churchs kyrkogård i Fairfax, Virginia.

## Eftermäle
1996 gjorde den kanadensiska regissören Mary Harron filmen I Shot Andy Warhol om Valerie Solanas och om vad som ledde fram till att hon sköt Andy Warhol. I filmen spelas Solanas av Lili Taylor.
Den svenska författaren Sara Stridsberg översatte 2003 SCUM-manifestet till svenska. Hon har även skrivit om henne i romanen Drömfakulteten och teaterpjäsen Valerie Jean Solanas ska bli president i Amerika (urpremiär på Dramaten, 2006). Stridsbergs intresse för Solanas utgick från Solanas' kombination av sårbarhet, misär och värdighet.
En omtalad och debatterad pjäs baserad på SCUM-manifestet sattes upp på Turteatern i Stockholm 2011. Valerie Solanas spelades av Andrea Edwards och föreställningen regisserades av Torulf Lööw och Erik Holmström.